# John Cho

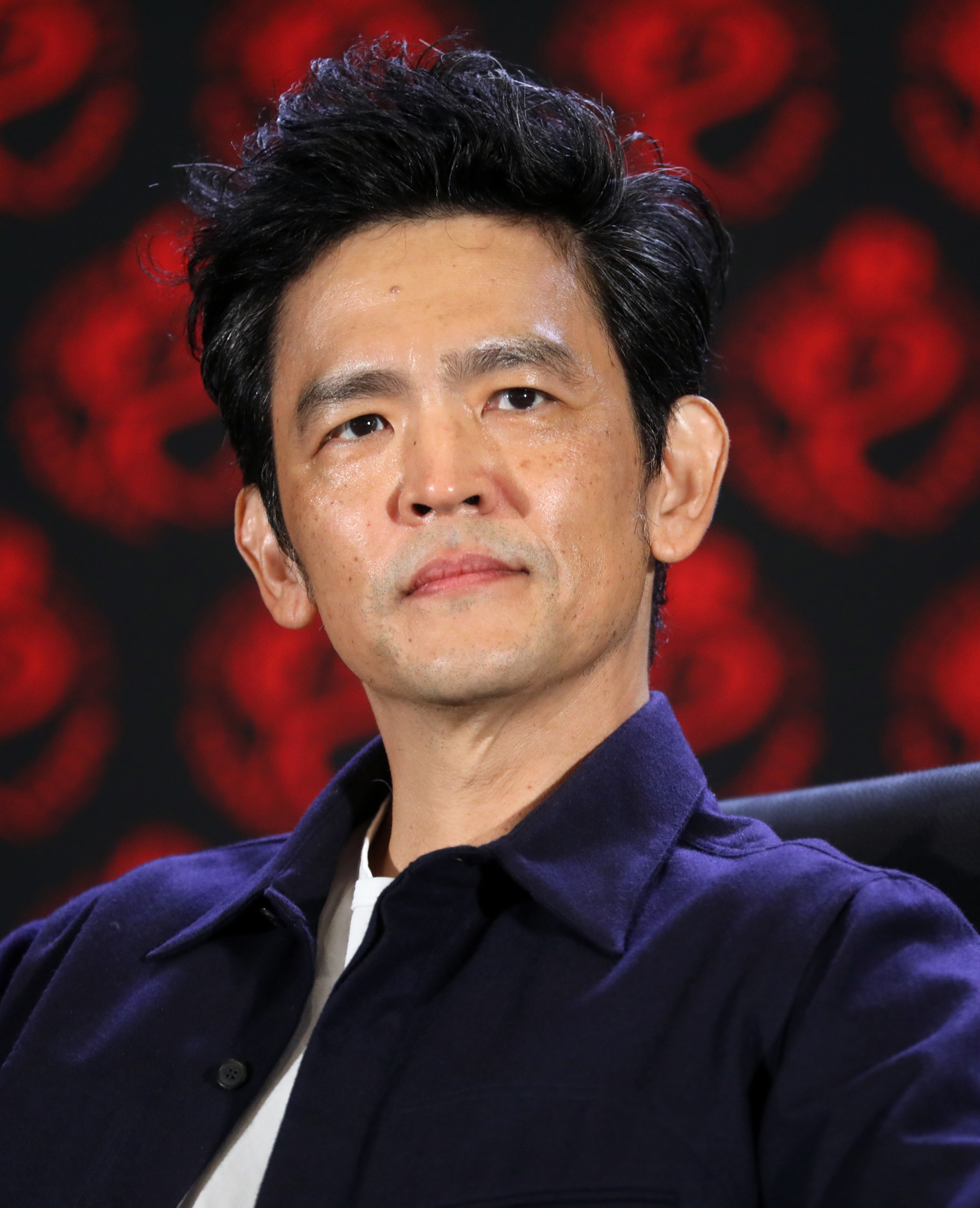
Cho (2024)

John Yohan Cho (* 16. Juni 1972 in Seoul, Südkorea) ist ein US-amerikanischer Schauspieler südkoreanischer Herkunft. Bekannt ist er für seine Rollen in American Pie (1999, 2001, 2003, 2012) und Harold & Kumar. Darüber hinaus ist er die Neubesetzung des Mr. Sulu in Star Trek und er spielte eine der Hauptrollen in der Fernsehserie FlashForward.

## Leben

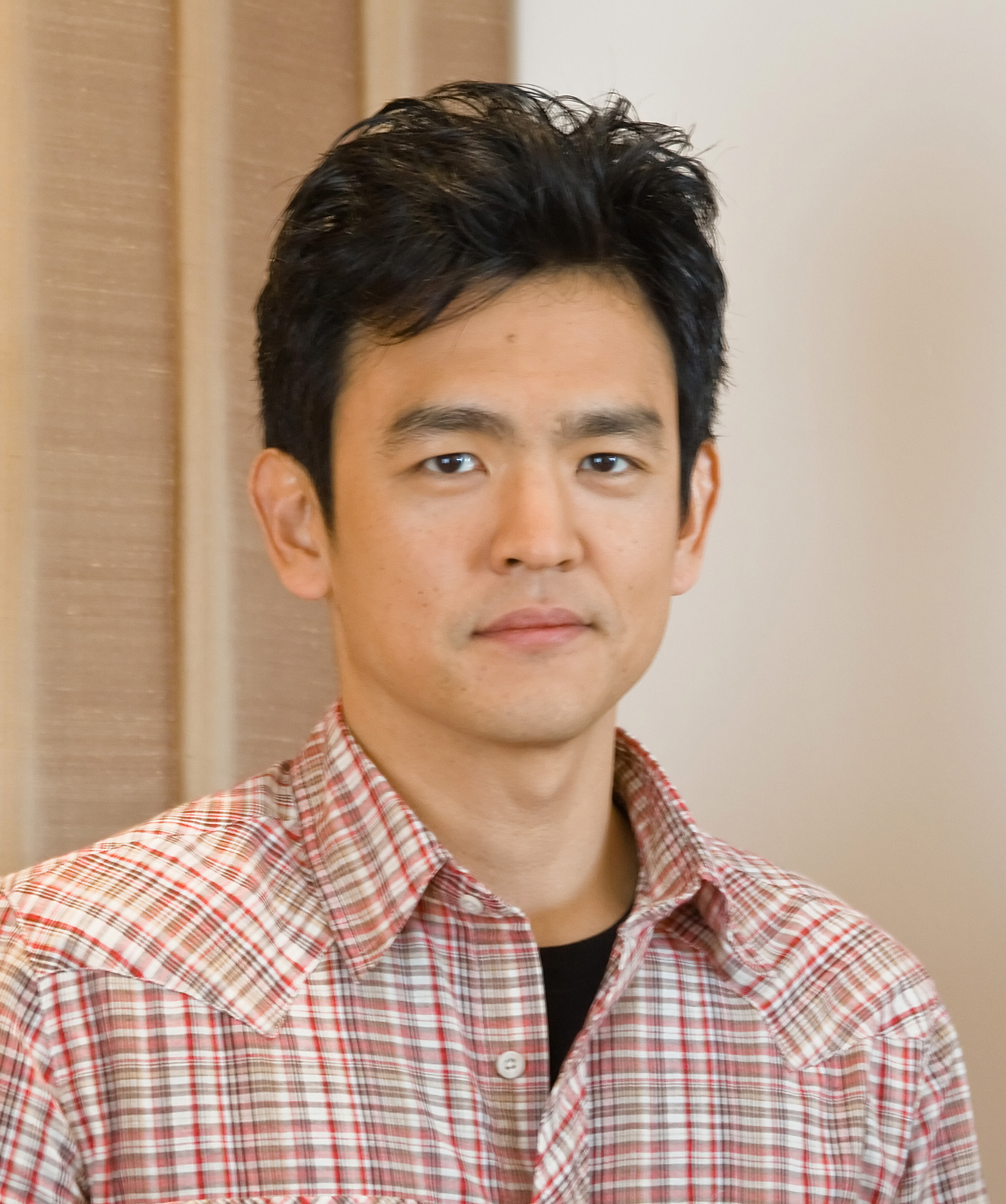
John Cho (2008)

Im Jahr 1978, als John Cho sechs Jahre alt war, immigrierte seine Familie nach Los Angeles. Im Jahr 1996 schloss er sein Studium mit einem Bachelor in Englisch an der University of California, Berkeley ab. Cho lehrte für einige Zeit Englisch an der Pacific Hills School in West Hollywood. Er ist verheiratet mit der Schauspielerin Kerri Higuchi.
2017 wurde er in die Academy of Motion Picture Arts and Sciences aufgenommen, die jährlich die Oscars vergibt.

## Filmografie
- 1997: Shopping for Fangs
- 1998: Charmed – Zauberhafte Hexen (Charmed, Fernsehserie, Folge: Rendezvous mit einem Geist)
- 1999: American Beauty
- 1999: Bowfingers große Nummer (Bowfinger)
- 1999: American Pie – Wie ein heißer Apfelkuchen (American Pie)
- 2000: Die Flintstones in Viva Rock Vegas (The Flintstones in Viva Rock Vegas)
- 2001: American Pie 2
- 2001: Evolution
- 2001: Einmal Himmel und zurück (Down to Earth)
- 2001: Milo – Die Erde muss warten (Delivering Milo)
- 2001: Die Frauen des Hauses Wu (Pavilion of Women)
- 2001: Spinnen des Todes (Earth vs. the Spider)
- 2001–2002: Off Centre (Fernsehserie, 28 Episoden)
- 2002: Better Luck Tomorrow
- 2002: Solaris
- 2002: Lügen haben kurze Beine (Big Fat Liar)
- 2003: American Pie – Jetzt wird geheiratet (American Wedding)
- 2004: Reine Chefsache (In Good Company)
- 2004: Harold & Kumar (Harold & Kumar Go to White Castle)
- 2004: See This Movie
- 2005: Kitchen Confidential
- 2005: Dr. House (House, Fernsehserie, Episode 1x20)
- 2006: American Dreamz – Alles nur Show (American Dreamz)
- 2006: Bickford Shmeckler’s Cool Ideas
- 2006: Grey’s Anatomy (Fernsehserie, Episode 2x24)
- 2007: West 32nd
- 2007: Smiley Face
- 2007: How I Met Your Mother (Fernsehserie, Episode 3x06)
- 2007: The Air I Breathe – Die Macht des Schicksals (The Air I Breathe)
- 2008: Harold & Kumar 2 – Flucht aus Guantanamo (Harold & Kumar Escape from Guantanamo Bay)
- 2008: Nick und Norah – Soundtrack einer Nacht (Nick and Norah’s Infinite Playlist)
- 2009: Star Trek
- 2009–2010: FlashForward (Fernsehserie, 22 Episoden)
- 2011: 30 Rock (Fernsehserie, Episode 5x14)
- 2011: Harold & Kumar – Alle Jahre wieder (A Very Harold & Kumar 3D Christmas)
- 2012: American Pie: Das Klassentreffen (American Reunion)
- 2012: Total Recall
- 2012–2013: Go On (Fernsehserie, 22 Episoden)
- 2013: Voll abgezockt (Identity Thief)
- 2013: Star Trek Into Darkness
- 2013–2014: Sleepy Hollow (Fernsehserie, sieben Episoden)
- 2014: Selfie (Fernsehserie, 13 Episoden)
- 2015: New Girl (Fernsehserie, Episode 5x03)
- 2015: Zipper – Geld. Macht. Sex. Verrat. (Zipper)
- 2015: Grandma
- 2016: House of Lies (Fernsehserie, Episode 5x03)
- 2016: Star Trek Beyond
- 2017: Columbus
- 2017: The Exorcist (Fernsehserie, sieben Folgen)
- 2018: The Oath
- 2018: Searching
- 2020: The Grudge
- 2021: Der Wunschdrache (Wish Dragon, Stimme)
- 2021: Cowboy Bebop (Fernsehserie)
- 2022: Lass mich nicht gehen (Don’t Make Me Go)
- 2023: Ghosted
- 2023: The Graduates
- 2024: Afraid
- 2025: Poker Face (Fernsehserie, Folge 2x08)